# سهاد (اسم)
سهاد هو اسم علم مؤنث من أصل عربي، ومعناه هو جمع «آية» والمعنى العلامات.

## شخصيات تحمل الاسم
- سهاد باحجري الكندي (كيميائية سعودية، الق[2]رن 20 – )
- سهاد حسن (القرن 20 – )

## وصلات خارجية
- موسوعة السلطان قابوس لأسماء العرب نسخة محفوظة 5 أبريل 2019 على موقع واي باك مشين.